# Speak Like a Child
Speak Like a Child je šesti studijski album ameriškega jazzovskega pianista Herbieja Hancocka, ki je izšel leta 1968 pri založbi Blue Note Records. Album vsebuje Hancockove aranžmaje za nenavadno zasedbo altovske flavte, basovske pozavne in krilnice. Nat Hentoff je album opisal kot »impresivno nadaljnjo stopnjo v razvoju Herbieja Hancocka kot skladatelja in instrumentalista«, karakterizirano z »edinstveno kakovostjo pronicljivega iskanja liričnosti.«
Fotografijo na naslovnici, ki prikazuje obris Hancocka in njegovega takratnega dekleta, je posnel fotograf David Bythewood.

## Pristop
Pianist je želel na albumu predstaviti otrokovo, a ne otroško filozofijo. Menil je, da ta glasba ne odraža ameriških socialnih nemirov iz poznih 60. let. Hancock je raje želel prikazati bolj optimistično, svetlejšo prihodnost ali kot pravi: »pogled v prihodnost, ki bi lahko bila svetla.« Še več, Hancock se je želel vrniti in ponovno odkriti nekatere otroške lastnosti, ki »smo jih izgubili in si želimo, da bi jih pridobili nazaj - čistost, spontanost. Ko se vrnejo nazaj, smo v najboljšem položaju.« Album se tako interpretira kot »razmišljati in čutiti v smislu upanja in možnosti, da bi naša prihodnost bolj čista.«
V notranjih opombah Hancock nadalje opozarja na svoj pristop k albumu, pri čemer opozarja na svoja prejšnja prizadevanja: »Nekaj, o čemer sem takrat bolj in bolj razmišljal, je bil koncept, da obstaja zvrst glasbe med jazzom in rockom.« Hancock je sicer leta 1966 poskusil posneti funk album z devetčlansko zasedbo, poskus pa je propadel in ni nikoli izšel: »Želel sem ustvariti funk ploščo, ne da bi kaj vedel o funku.« Sebe je tudi imenoval za »jazzovskega snoba« in dejal, da se projekt ni izšel kot je sam pričakoval.
»Ta album je podaljšek albuma Maiden Voyage v smislu preprostih, spevnih melodij. Pri tem albumu gre za razliko pri harmonijah. Večji del albuma so harmonije bolj svobodne v smislu, da niso zlahka prepoznavne. Z zvoki sem bolj obremenjen kot z akordi, zato sem harmonije uglasil, da bi zagotavljale širši spekter barv, ki bi so znotraj tradicionalnih progresij akordov. /.../ Podobno so me, pri skladbah a pihali in trobili, bolj zanimali zvoki, kot pa določeni modeli akordov. Trobilom in pihalom sem poskušal dati barvo in telo, skladno zvokom, katere sem slišal.« Hancock je dejal, da je do takšnega načina razmišljanja prišel s poslušanjem Gila Evansa, Oliverja Nelsona in Thada Jonesa. Sam je postal resnično očaran nad zasedbo. Na koncu je Hancock še dejal: »Seveda je eden izmed načinov, katerega se bom lotil, pisanje za večje zasedbe /.../ Menim, da moram nadaljevati in več pisati za trobila in pihala ter raziskovati več možnosti struktur.« Več let kasneje je Hancock dejal: »Ko sem enkrat ustvaril album, sem točno vedel da bo, ko bom ustanovil lastno zasedbo, ta sekstet.«

## Skladbe
Drugačno verzijo skladbe »Riot« je sprva posnel Miles Davis in je izšla na albumu Nefertiti. Hancock kaže, da je aranžirana verzija z albuma Speak Like a Child manj uporniška kot Davisova. Hancock je najprej napisal melodijo, zatem pa je dodal harmonije, ki jih je želel spodaj.
Naslov skladbe »Speak Like a Child«, strašljiv naslov skladbe, ki predstavlja celotni koncept albuma, je prišel od Francisa Wolffa, ki je oblikoval precej plošč za založbo Blue Note. Hancock je bil nad naslovom tako navdušen, da je prinesel Bythewoodovo fotografijo Wollfu, ta pa jo je izbral za naslovnico. Kvintet Milesa Davisa je poskusil posneti skladbo januarja 1968, vendar jim ni uspelo posneti ustrezne verzije.
Skladbo »First Trip« je napisal basist Ron Carter za svojega sina Rona Jr., ki je v tistem času obiskoval vrtec, kjer so se pridni otroci vrnili domov prej, poredni pa kasneje. Carter je očitno napisal skladbo v času, ko je njegov sin bil priden. Ko je Hancock prvič zaigral melodijo, je ni igral naravnost, ampak je raje spremenil nekaj fraz in tempov, zaradi česar je zvenela svobodneje, odmaknjena od končnih struktur in akordičnih omejitev. Drugačna verzija skladbe je izšla na Hendersonovem albumu Tetragon leta 1967.
Skladbo »Toys«, ki prikazuje kontrastno dinamiko, je Hancock napisal, ko je poskušal ustvariti skladbo »v barvah, a ne v obliki bluesa«, »Goodbye to Childhood« pa odraža melanholično razpoloženje.
Zadnja skladba na albumu je »The Sorcerer«, ki je bila napisana za Davisa. Skladba je izšla tudi na Davisovem albumu Sorcerer. Hancock je skladbo naslovil s tem imenom, ker si je Milesa predstavljal kot »čarovnika. Njegov odnos je nekako skrivnosten. /.../ Njegova glasba zveni kot čarovniško. Včasih ne vem, od kod prihaja njegova glasba.«

## Seznam skladb
Avtor vseh skladb je Herbie Hancock, razen kjer je posebej napisano.
| Stran A | Stran A                   | Stran A |
| Št.     | Naslov                    | Dolžina |
| ------- | ------------------------- | ------- |
| 1.      | „Riot‟                    | 4:40    |
| 2.      | „Speak Like a Child‟      | 7:50    |
| 3.      | „First Trip‟ (Ron Carter) | 6:01    |

| Stran B | Stran B                | Stran B |
| Št.     | Naslov                 | Dolžina |
| ------- | ---------------------- | ------- |
| 4.      | „Toys‟                 | 5:52    |
| 5.      | „Goodbye to Childhood‟ | 7:06    |
| 6.      | „The Sorcerer‟         | 5:36    |

| Dodatne skladbe na ponovni izdaji | Dodatne skladbe na ponovni izdaji              | Dodatne skladbe na ponovni izdaji |
| Št.                               | Naslov                                         | Dolžina                           |
| --------------------------------- | ---------------------------------------------- | --------------------------------- |
| 7.                                | „Riot‟ (1. alternativni posnetek)              | 4:55                              |
| 8.                                | „Riot‟ (2. alternativni posnetek)              | 4:40                              |
| 9.                                | „Goodbye to Childhood‟ (Alternativni posnetek) | 5:49                              |

## Zasedba
- Herbie Hancock — klavir
- Ron Carter — bas
- Mickey Roker — bobni
- Jerry Dodgion — altovska flavta (vse, razen 3)
- Thad Jones — krilnica (vse, razen 3)
- Peter Phillips — basovska pozavna (vse, razen 3)